# Nero – Die dunkle Seite der Macht
Nero – Die dunkle Seite der Macht ist ein Historienfilm in internationaler Koproduktion. Nach Peter Ustinov in Quo Vadis und Anthony Andrews in A.D. – Anno Domini verkörperte hier Hans Matheson den römischen Kaiser Nero. Regisseur Paul Marcus reicherte dessen historisch gesicherte Lebensgeschichte auch mit Legenden an. Gedreht wurde in Tunesien, Marokko und auf Malta, wo eine Replik des Forum Romanum errichtet wurde. Der Film ist der zweite und letzte Teil der Fernsehreihe Imperium, die ursprünglich auf sechs Folgen angelegt war.

## Handlung
Ahenobarbus, der Vater des kleinen Nero, wird vor seinen Augen ermordet.
Er selbst wird auf Anweisung des grausamen Kaisers Caligula von seiner Mutter Agrippina getrennt und ins Exil geschickt, wo er auf dem Land unter einfachen Bauern und Sklaven aufwächst. Hier wächst er mit der jungen Acte auf, einem Sklavenmädchen, in das er sich verliebt. Als Caligula Jahre später ermordet wird, wird Neros Onkel Claudius neuer Kaiser von Rom.
Nero kann nun aus der Verbannung zurückkommen und beginnt seine politische Laufbahn: Kaiser, Künstler und Lebemann.
Doch Macht korrumpiert, und bald wird aus Neros Traum, Rom zu einem besseren Reich werden zu lassen, ein Albtraum. Er lässt Rom anzünden und lässt tausende Christen an der Via Appia kreuzigen.

## Besetzung und Synchronisation
| Figur             | Darsteller              | Deutscher Sprecher |
| ----------------- | ----------------------- | ------------------ |
| Nero              | Hans Matheson           | Gerrit Schmidt-Foß |
| Agrippina         | Laura Morante           | Helga Sasse        |
| Acte              | Rike Schmid             | Rike Schmid        |
| Seneca            | Matthias Habich         | Matthias Habich    |
| Domitia           | Ángela Molina           | Regine Albrecht    |
| Septimus          | Ian Richardson          | Werner Ehrlicher   |
| Paulus von Tarsus | Pierre Vaneck           | Otto Mellies       |
| Apollonius        | Philippe Caroit         | Frank Glaubrecht   |
| Poppaea           | Elisa Tovati            | Victoria Sturm     |
| Porridus          | Simón Andreu            | Reinhard Kohlert   |
| Octavia           | Vittoria Puccini        | Marie Bierstedt    |
| Etius             | Jochen Horst            | Jochen Horst       |
| Pallas            | Klaus Händl             | Klaus Händl        |
| Tigellinus        | Mario Opinato           | Erich Räuker       |
| Nero (als Kind)   | James Bentley           | David Hellwig      |
| Messalina         | Sonia Aquino            |                    |
| Wahrsagerin       | Liz Smith               |                    |
| Britannicus       | Francesco Venditti      |                    |
| Claudius          | Massimo Dapporto        | Dieter Bellmann    |
| Caligula          | John Simm               | Sebastian Schulz   |
| Licia             | Maria Gabriella Barbuti | Peggy Sander       |
| Rufus             | Marco Bonini            |                    |
| Silius            | Robert Brazil           |                    |
| Burrus            | Maurizio Donadoni       | Roland Hemmo       |
| Claudia           | Emanuela Garruccio      | Manja Doering      |
| 1. Senator        | Todd Carter             |                    |
| 2. Senator        | Paolo Scalabrino        |                    |

## Belege
1. ↑   Freigabebescheinigung für Nero – Die dunkle Seite der Macht. Freiwillige Selbstkontrolle der Filmwirtschaft, März 2005 (PDF; Prüfnummer: 101 985 DVD).